# オットンガエル
オットンガエル(Babina subaspera)は、両生綱無尾目アカガエル科バビナ属に分類されるカエル。

## 分布
日本（奄美大島、加計呂麻島）固有種
模式標本の産地（基準産地・タイプ産地・模式標本）は琉球諸島。

## 形態
体長オス12.4センチメートル、メス11.9センチメートル。皮膚の表面には疣（いぼ）状の突起が多数並ぶ。種小名subasparaは「やや隆起状の」の意で、皮膚の表面に比較的隆起があることに由来する。疣状突起の先端は白い顆粒状。背面の色彩は黄褐色で、不規則な黒褐色の斑紋が入る。オスの体側面にはケロイド状の隆起がある。腹面の色彩は黄白色で、不規則な暗色斑が入る。
頭部は幅広く、頭幅は体長の約40 %。前肢の第1指の内側に肉質の指（拇指）がある。この拇指からは棘状の骨を突出させることができる。これはオス同士の争いや抱接の際に用いると考えられている。後肢第5趾外縁の皮膚は顕著に襞状になる。
卵は直径約2 - 2.5ミリメートル。幼生は全長8 - 9センチメートル。

## 分類
アカガエル属に含める説もあったが、前肢第1指（多くの無尾類は退化して皮下に埋もれる）があることからホルストガエルと共にバビナ属として分割する説もある。バビナ属に形態から近縁と考えられ分子系統解析でも姉妹群とされるヤエヤマハラブチガエルNidirana okinavanaなどを含む説が有力だが、これらをハラブチガエル属Nidiranaに分割し、大型で第1指があるなど明瞭な識別点がある本種とホルストガエルのみをバビナ属とする説もある。

## 生態
主に山地にある常緑広葉樹からなる自然林や二次林に生息するが、農地や公園などで見られることもある。外敵に掴まれると拇指から骨を突出して相手を攻撃する。和名は鳴き声に由来する。
マダラカマドウマ、オオゲジ、サワガニ類、ナメクジ類、ミミズなどを食べ、ヒメアマガエルを食べた例もある。卵の捕食者はシリケンイモリ・モクズガニ・本種の幼生による共食いが挙げられ、幼生も含めた捕食者としてガラスヒバァが挙げられる。
繁殖様式は卵生。4 - 10月（主に7月 - 8月上旬）に水辺に直径20 - 30センチメートル、深さ2センチメートルの土手で囲まれた窪みを掘り、その中に800 - 1300個の卵を産む。水溜り、池やイノシシ猟用の落とし穴にできた水たまりなどの人工的にできた水場に産卵した例もある。幼生はその年の秋季か翌年の5 - 6月に変態し、幼体になる。生後3年で性成熟する。平均寿命は4年で、7年は生存できると考えられている。

## 人間との関係
森林伐採や林道敷設による土砂流失、人為的に移入されたフイリマングースによる捕食などにより、生息数は減少していると考えられている。日本では2016年に国内希少野生動植物種に指定され、卵も含め捕獲・譲渡などが原則禁止されている。2005年に、鹿児島県の天然記念物に指定されている。奄美市や瀬戸内町では希少野生動植物に指定されている。
絶滅危惧IB類 (EN)（環境省レッドリスト）